# Aya Hisakawa
Aya Hisakawa (久川綾, Hisakawa Aya, Kaizuka, 12 de novembro de 1968) é uma dubladora japonesa e cantora J-pop de Kaizuka, Osaka. Apesar de ter vários CDs solo, é mais conhecida por suas personagens de anime e também pelos video games. Mais famosa por seus papeis como Sailor Mercury, e também Kerberus de Cardcaptor Sakura.